# Mitsubishi Raider
Mitsubishi Raider – dostawczy samochód osobowy produkowany przez japońską firmę Mitsubishi od roku 2005. Dostępny jako 2- bądź 4-drzwiowy pick-up. Do napędu użyto silników V6 3.7 oraz V8 4.7. Napęd przenoszony jest na oś tylną (opcjonalnie AWD) poprzez 6-biegową manualną bądź 4- lub 5-biegową automatyczną skrzynię biegów.

## Wielkość sprzedaży
| Rok  | Wielkość sprzedaży |
| ---- | ------------------ |
| 2005 | 2715               |
| 2006 | 7156               |
| 2007 | 7479               |
| 2008 | 3349               |
| 2009 | 1188               |
| 2010 | 3                  |

(Źródło: Facts & Figures 2008, Mitsubishi Motors website)

## Galeria

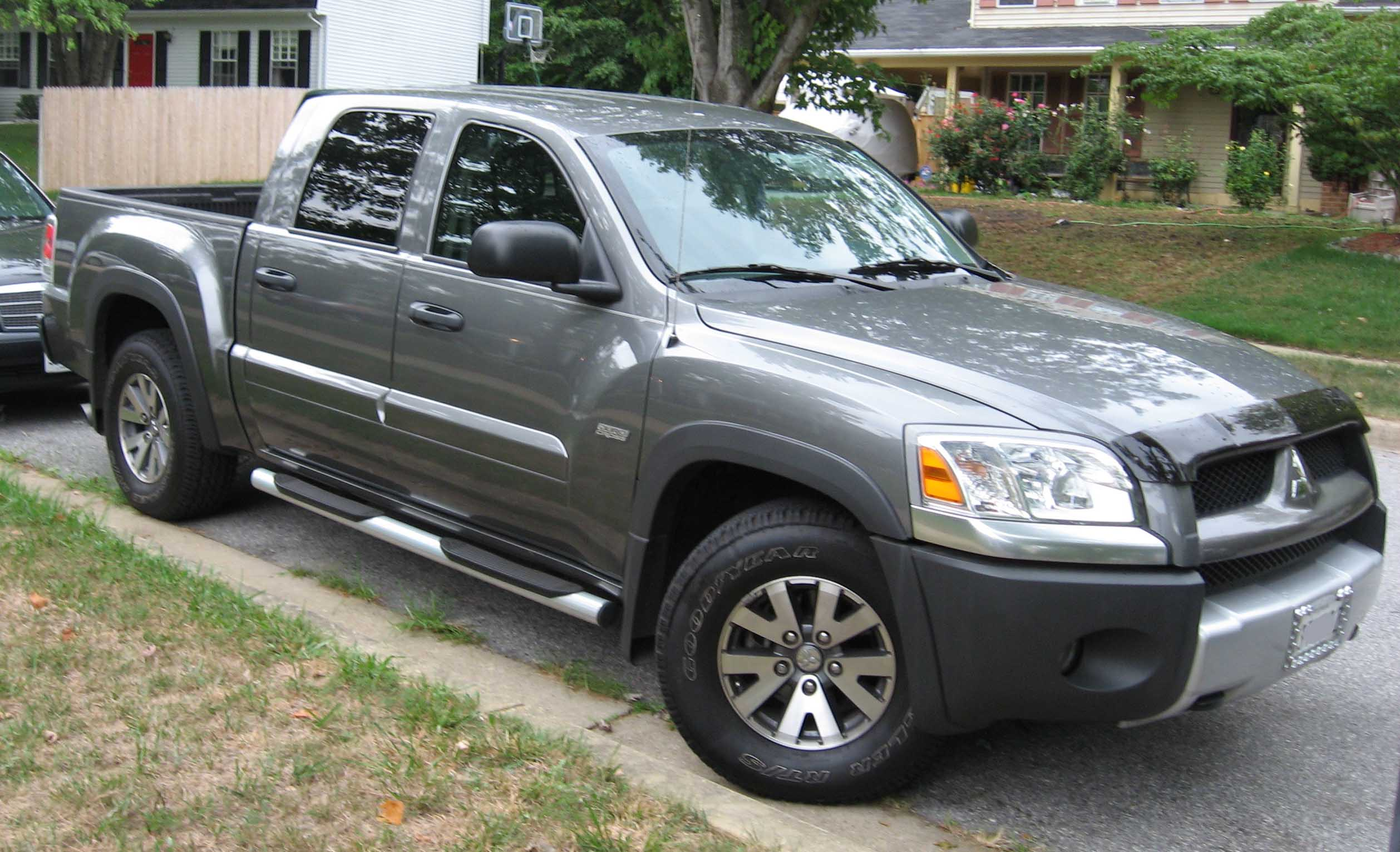
Raider
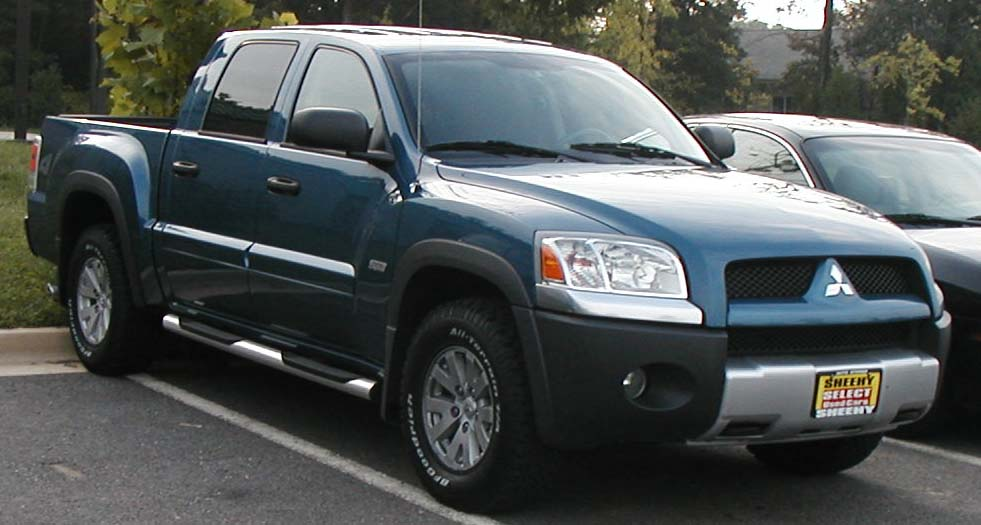
Raider